# Краснолуцький Митрофан Петрович
Митрофан Петрович Краснолуцький (4 червня 1906, Красне Загор'є — 11 березня 1987, Київ) — радянський військовий льотчик, Герой Радянського Союзу (1942), у роки німецько-радянської війни заступник командира 65-го штурмового авіаційного полку 55-ї змішаної авіаційної дивізії ВПС 7-ї армії Північного фронту, майор.

## Біографія
Народився 4 червня 1906 року в селі Красному Загор'ї (тепер Калачевського району Воронезької області) в селянській родині. 
Українець [джерело не вказане 1551 день]. 
Член КПРС з 1931 року. У 1919 році закінчив вісім класів середньої школи. Працював ремонтником на залізниці, потім у колгоспі.
У 1930 році призваний до лав Червоної Армії. У 1932 році закінчив військово-теоретичну школу льотчиків у Ленінграді. У 1936 році — Борисоглібську військову авіаційну школу льотчиків. Учасник радянсько-фінської війни 1939—1940 років. У боях радянсько-німецької війни з червня 1941 року.
12 серпня 1941 року таранним ударом знищив ворожий винищувач. Незважаючи на отримані його літаком ушкодження, бився до кінця бою і здійснив посадку на своєму аеродромі. Указом Президії Верховної Ради СРСР від 16 січня 1942 року за зразкове виконання бойових завдань командування по знищенню живої сили і техніки противника і проявлені при цьому мужність і героїзм майору Митрофану Петровичу Краснолуцькому присвоєно звання Героя Радянського Союзу з врученням ордена Леніна і медалі «Золота Зірка» (№ 646).
У квітні 1942 року майор М. П. Краснолуцький був призначений командиром новосформованого 828-го штурмового авіаційного полку 7-ї повітряної армії Карельського фронту.
У 1944 році підполковник М. П. Краснолуцький став заступником командира 260-ї змішаної авіаційної дивізії 7-ї повітряної армії Карельського фронту, яка за участь у Свірсько-Петразаводской операції отримала почесне найменування «Свірська», нагороджена орденом Червоного Прапора.
Після закінчення війни льотчик продовжив службу у Військово-повітряних силах СРСР. У 1948 році закінчив курси удосконалення командирів і начальників штабів авіаз'єднань, в 1954 році — Вищі академічні курси при Військовій академії Генерального штабу.

Могила Митрофана Краснолуцького

З жовтня 1957 року генерал-майор авіації М. П. Краснолуцький — в запасі. Жив у Воронежі, потім — у Києві. Помер 11 березня 1987 року. Похований у Києві на Лук'янівському військовому кладовищі.

## Нагороди
Нагороджений двома орденами Леніна, чотирма орденами Червоного Прапора, орденом Кутузова 2-го ступеня, двома орденами Вітчизняної війни 1-го ступеня, орденом Вітчизняної війни 2-го ступеня, орденом Червоної Зірки, медалями.